# Aldrichiomyza iwasai
Aldrichiomyza iwasai är en tvåvingeart som beskrevs av Papp 2006. Aldrichiomyza iwasai ingår i släktet Aldrichiomyza och familjen sprickflugor.
Artens utbredningsområde är Thailand. Inga underarter finns listade i Catalogue of Life.